# Aadhaar
Aadhaar (Hindi आधार IAST ādhār, deutsch ‚Basis, Fundament‘) ist eine persönliche Identifikationsnummer für alle Bürger Indiens. Unter dieser zwölfstelligen Nummer werden biometrische und biographische Daten in einer zentralen Datenbank bei der Unique Identification Authority of India (UIDAI) gespeichert. Dieses System wurde 2009 auf freiwilliger Basis eingeführt und ist seit dem 12. Juli 2016 faktisch verpflichtend, um sämtliche Staatsleistungen in Anspruch nehmen zu können. In einem nächsten Schritt sollen die Gesundheitsdaten jedes Bürgers mit seiner Aadhaar verknüpft werden. Der Oberste indische Gerichtshof entschied am 26. September 2018 in einem umstrittenen Urteil, dass Aadhaar grundsätzlich mit der indischen Verfassung und dem indischen Datenschutzrecht vereinbar sei.
Mit 1,2 Milliarden eingetragenen Mitgliedern ist Aadhaar die größte biometrische Datenbank weltweit (Stand: 11. Juni 2017). Schätzungsweise sind 99 % der Bevölkerung über 18 Jahren erfasst.

## Umfang der Erfassung
Die folgenden Zahlen basieren auf dem „State-Wise Saturation Report“. Die Prozentangaben beziehen sich auf die vermuteten Bevölkerungszahlen.
| Rang | Bundesstaat          | Bevölkerung   | AADHAAR-Accounts | % der Bevölkerung |
|      | INDIEN               | 1.278.229.800 | 1.162.041.325    | 91 %              |
| ---- | -------------------- | ------------- | ---------------- | ----------------- |
| 1    | Delhi                | 17.720.573    | 21.479.439       | 121 %             |
| 2    | Haryana              | 26.816.977    | 28.007.365       | 104 %             |
| 3    | Telangana            | 37.253.813    | 38.237.092       | 103 %             |
| 4    | Punjab               | 29.303.888    | 30.159.891       | 103 %             |
| 5    | Himachal Pradesh     | 7.252.406     | 7.494.280        | 103 %             |
| 6    | Chandigarh           | 1.115.584     | 1.152.420        | 103 %             |
| 7    | Lakshadweep          | 68.149        | 69.517           | 102 %             |
| 8    | Goa                  | 1.541.892     | 1.578.121        | 102 %             |
| 9    | Kerala               | 35.315.493    | 35.591.640       | 101 %             |
| 10   | Dadra & Nagar Haveli | 362.649       | 364.560          | 101 %             |
| 11   | Uttarakhand          | 10.700.897    | 10.702.135       | 100 %             |
| 12   | Puducherry           | 1.316.320     | 1.301.836        | 99 %              |
| 13   | A & N Islands        | 401.882       | 397.365          | 99 %              |
| 14   | Jharkhand            | 34.869.720    | 34.364.493       | 99 %              |
| 15   | Chhattisgarh         | 27.014.896    | 26.577.971       | 98 %              |
| 16   | Andhra Pradesh       | 52.229.924    | 51.045.447       | 98 %              |
| 17   | Madhya Pradesh       | 76.789.374    | 73.506.231       | 96 %              |
| 18   | Gujarat              | 62.100.000    | 59.370.087       | 96 %              |
| 19   | Maharashtra          | 118.861.427   | 112.880.753      | 95 %              |
| 20   | Tripura              | 3.882.999     | 3.677.735        | 95 %              |
| 21   | Karnataka            | 64.660.412    | 61.358.420       | 95 %              |
| 22   | Sikkim               | 642.776       | 599.620          | 93 %              |
| 23   | Tamil Nadu           | 76.304.287    | 70.811.070       | 93 %              |
| 24   | West Bengal          | 96.622.186    | 89.880.278       | 93 %              |
| 25   | Odisha               | 44.369.413    | 40.549.662       | 91 %              |
| 26   | Rajasthan            | 72.583.213    | 65.226.218       | 90 %              |
| 27   | Uttar Pradesh        | 211.105.381   | 185.446.237      | 88 %              |
| 28   | Bihar                | 109.798.353   | 93.063.492       | 85 %              |
| 29   | Daman & Diu          | 256.937       | 211.187          | 82 %              |
| 30   | Manipur              | 2.878.911     | 2.161.895        | 75 %              |
| 31   | Arunachal Pradesh    | 1.462.443     | 1.024.769        | 70 %              |
| 32   | Mizoram              | 1.154.010     | 804.972          | 70 %              |
| 33   | Jammu Kashmir        | 13.273.505    | 9.136.975        | 69 %              |
| 34   | Nagaland             | 2.094.963     | 1.189.796        | 57 %              |
| 35   | Meghalaya            | 3.135.150     | 317.143          | 10 %              |
| 36   | Assam                | 32.968.997    | 2.291.348        | 7 %               |

## Kosten
Seit dem Beginn des Projekts im Jahr 2009 hat die indische Regierung Steuergelder in Höhe von knapp 2 Milliarden Euro für Aadhaar ausgegeben (87.939 Mrd. INR zum Stand 31. März 2017).
| Haushaltsjahr | Ausgaben        |
| ------------- | --------------- |
| 2009–10       | 262 Mio. INR    |
| 2010–11       | 2.684 Mrd. INR  |
| 2011–12       | 11.875 Mrd. INR |
| 2012–13       | 13.387 Mrd. INR |
| 2013–14       | 15.444 Mrd. INR |
| 2014–15       | 16.153 Mrd. INR |
| 2015–16       | 16.791 Mrd. INR |
| 2016–17       | 11.328 Mrd. INR |
| Gesamt        | 87.939 Mrd. INR |

## Aadhaar-Karte

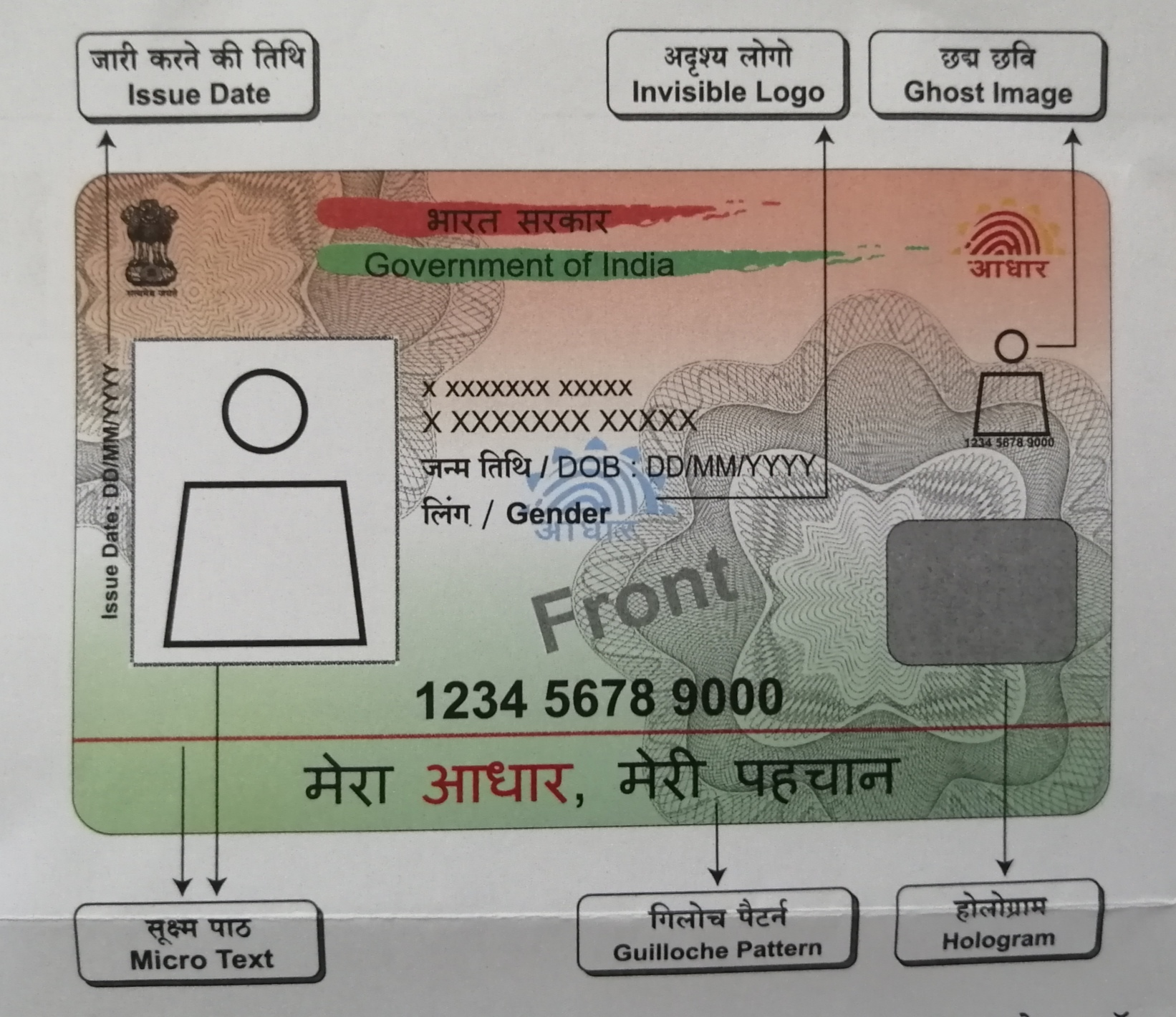
Aadhaar Karte, Vorderseite

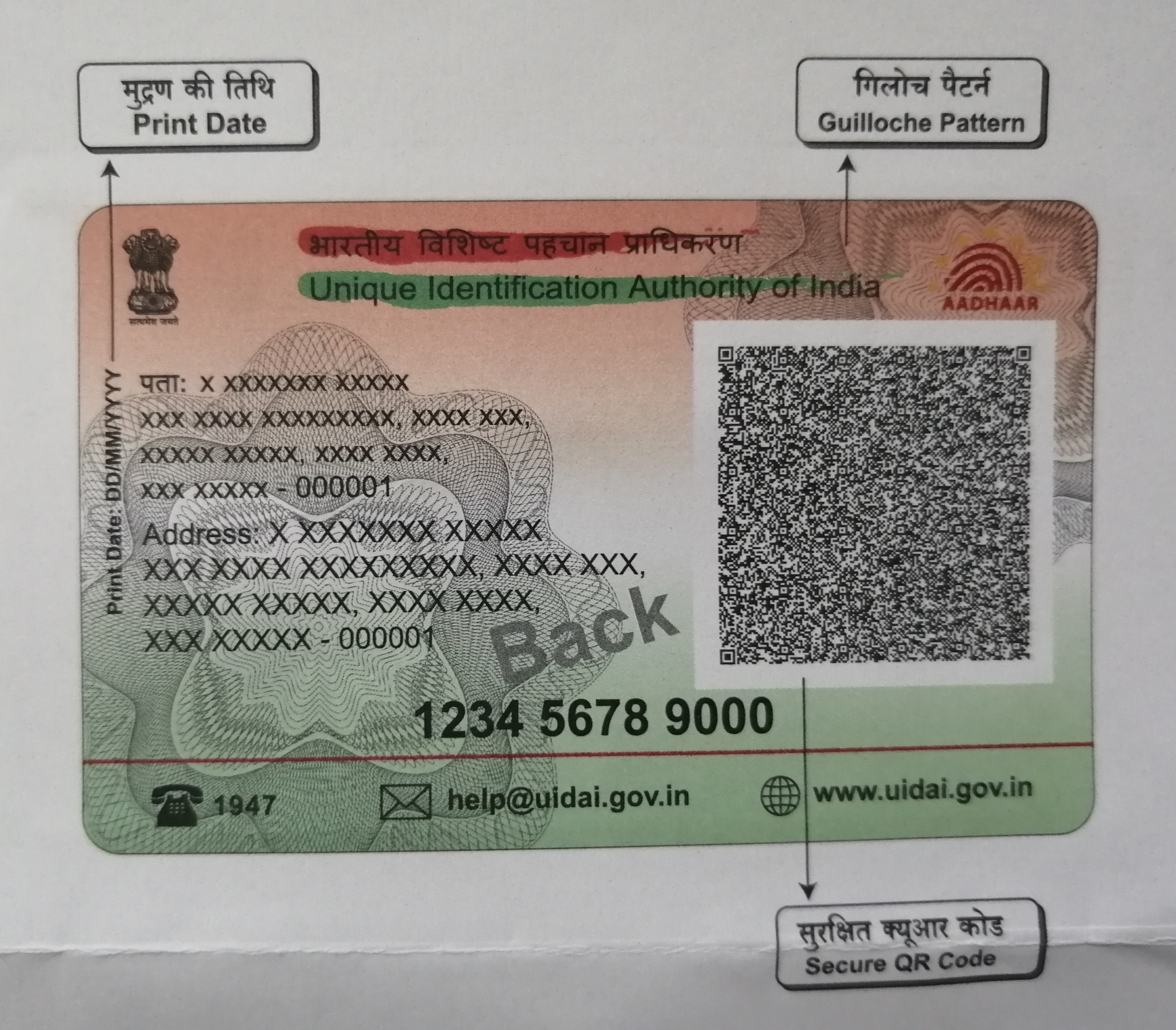
Aadhaar Karte, Rückseite

Die Aadhaar-Karte ist ein A4-Dokument (oft auch Aadhaar-Brief genannt) auf glänzendem Papier, oder auch als PDF.
Oberer Teil:
1. Unique Identification Authority of India, Government of India (In Amtssprache und Englisch)
2. Ausweisnummer
3. Name des Ausweisinhabers
4. Name des Vaters oder des Ehemanns
5. Adresse
6. Telefonnummer
7. Elektronische Signatur
8. QR-Code
9. Erstellungsdatum und Datum des Downloads
10. Aadhaar-Mitgliedsnummer
11. Emblem der Indischen Republik und Logo von AADHAAR
12. Allgemeine Informationen über AADHAAR
13. Text:
  - Aadhaar is a proof of identity, not of citizenship.
  - To establish identity, authenticate online.
  - This is electronically generated letter.
  - Aadhaar is valid throughout the country.
  - Aadhaar will be helpful in availing Government and Non-Government services in future.

Unterer Teil:
1. Government of India (In Amtssprache und Englisch)
2. Foto
3. Vollständiger Name
4. Geburtsdatum
5. Geschlecht
6. QR Code
7. Ausweisnummer
8. Aadhaar-Mitgliedsnummer
9. Unique Identification Authority of India
10. Name des Vaters oder des Ehemannes
11. Adresse

Der QR-Code enthält einen Auszug der Daten im XML-Format in Englisch.
1. Aadhaar-Mitgliedsnummer
2. Vollständiger Name
3. Geschlecht
4. Geburtsjahr
5. Name des Vaters oder des Ehemannes
6. Adresse
7. Vollständiges Geburtsdatum

## Aadhaar als Digitale Identität
Faktisch stellt die Aadhaar-Nummer eine digitale Identität dar. Das Dokument wird grundsätzlich als PDF bereitgestellt, enthält einen QR-Code mit Daten im XML-Format und ermöglicht die Erweiterung um zahlreiche weitere Daten wie Iris-Scans, Fingerabdrücke und Fotos. Dies kann zum Beispiel zu Multi-Faktor-Authentifizierungen verwendet werden.
Die Journalistin Rachna Khaira wurde wegen Betrugs angeklagt, obwohl sie einen Datenschutzskandal beim Zugriff auf die Datenbank aufdeckte. Für lediglich 500 Rupien ist es ihr gelungen, sich einen Zugang zu erkaufen.
Nur mit Aadhaar kann man ein Bankkonto eröffnen, eine Telefonnummer oder Kreditkarte erhalten, Sozialleistungen in Anspruch nehmen, seine Steuererklärung abgeben oder eine Ehe schließen. Indiens Oberster Gerichtshof prüft daher, ob Aadhaar derart obligatorisch staatlichen Aufgaben dienen darf oder ob dies die Privatsphäre der Bürger verletzt.

### Schwachstellen bei Sozialleistungen
Bedürftige authentifizieren sich zum Erhalt von Nahrungsmittelhilfen ebenfalls mit Aadhaar. Aktivisten dokumentierten 2019 Fälle, bei denen das System die Personen nicht erkannte, oder ganze Gebiete wegen Internetausfalls keinen Zugang zum zentralen Server und damit keine Möglichkeit zum Datenabgleich hatten. Mehrere Todesfälle durch Verhungern wurden Aadhaar zugeschrieben.

## Datenschutzverletzungen
Seit Oktober 2023 werden Daten von 815 Millionen Indern für 80.000 US-Dollar angeboten. Diese wurden bei der Verbindung der Aadhaar-Daten mit Auswertungsdaten von COVID-Tests abgegriffen.

### Unterstützende Stimmen
- A cost-benefit analysis of Aadhaar. National Institute of Public Finance and Policy, 9. November 2012, abgerufen am 19. Mai 2024 (englisch).
- Nandan Nilekani, Viral Shah: Rebooting India: Realizing a Billion Aspirations. Hrsg.: Penguin Group. India 2015, ISBN 978-0-670-08789-1, S. 340 (Google Books [abgerufen am 15. Januar 2021]).

### Kritische Stimmen
- Namrata Kolachalam: Der gläserne Inder. In: welt-sichten, 8. Januar 2018 (aus dem Englischen übersetzt von Elisabeth Steinweg-Fleckner).
- Maximilian Henning: Indien: Kontroverse Biometrie-Datenbank Aadhaar wird ausgeweitet. In: Netzpolitik.org, 12. Juli 2019.
- Rajanish Dass: Unique Identification for Indians: A Divine Dream or a Miscalculated Heroism? (pdf) IIM Ahmedabad, März 2011, ehemals im Original (nicht mehr online verfügbar); abgerufen am 19. Mai 2024. (Seite nicht mehr abrufbar. Suche in Webarchiven)
- Ghost savings: Understanding the fiscal impacts of India’s LPG subsidy. International Institute for Sustainable Development, 30. September 2015, archiviert vom Original (nicht mehr online verfügbar) am 18. Juni 2020; abgerufen am 15. Januar 2021 (Originalwebseite nicht mehr verfügbar).
- Deciphering Aadhar bill, its benefits and privacy issues
- A rant on Aadhaar
- India Loves Data but Fails to Protect It, New York Times 4. März 2018
- Reis gegen Fingerabdruck: Digitalwahn und Hunger in Indien
- Supreme Court agrees to hear plea on Jharkhand starvation deaths in two weeks
- SC to hear starvation death plea in 2 weeks

### Neutral
- Julia Jaroschewski: Digitale Vermessung aller Bürger für Aadhaar. In: Deutschlandfunk Kultur, 25. April 2018.